# Aelurillus simoni
Aelurillus simoni är en spindelart som först beskrevs av Hermann Lebert 1877.  
Aelurillus simoni ingår i släktet Aelurillus och familjen hoppspindlar. Inga underarter finns listade i Catalogue of Life.